# Distenia suturalis
Distenia suturalis es una especie de escarabajo longicornio del género Distenia, categorizada en la tribu Disteniini, de la orden Coleoptera. Fue descrita por Bates en 1870.

## Descripción
Mide 15-22 mm de longitud.

## Distribución
Se distribuye por Bolivia, Brasil, Colombia, Ecuador, Guayana Francesa y Perú.